# Socio inversor
Socio-inversor (término comercial) Palabra compuesta: consiste de los radicales 'capital' y 'socio'. Capital: En situación actual, en el caso de economía de mercado, bajo la palabra capital entendemos los bienes intelectuales y/o materiales y/o el dinero invertidos a largo plazo. Socio: Una persona que actúa como parte, como cooperativa con el fin de lograr un objetivo común.
En conjunto, el socio inversor es un colaborador que con el fin de lograr un objetivo común invierte dinero o bienes intelectuales o materiales. ¿Por qué tiene interés alguien a convertirse en socio inversor? Una de las principales motivaciones para convertirse en socio inversor es la esperanza del éxito comercial, de adquirir un mayor rendimiento en comparación con otras oportunidades de inversión. Además, no es nada despreciable aquel factor de motivación tampoco que siendo socio inversor se puede facilitar el adelanto de la otra parte que a largo plazo conduce a la mejoría de la situación social colectiva. ¿Cómo se puede convertirse en socio inversor? De hecho, socio inversor puede ser cualquiera, independientemente del nivel y de la duración de los bienes invertidos, de los rendimientos esperados y del retorno. En general los socios inversores les distinguimos como institucionales y no institucionales.
Un socio inversionista es la persona que solo aporta capital en la espera de un rendimiento
Socio inversor institucional puede ser:
Banco,
Empresa Leasing,
Empresa Factoring,
Institutos especiales de crédito,
Estado (convocatorias).
Socio inversor no institucional puede ser:
Business Angel,
Conocido, un familiar (3F, Love money),
Cualquier persona natural.